# Драгутин Ђурђев
Драгутин Ђурђев (Црвена Црква (Бела Црква), 11. март 1913 — Београд, 27. март 2008) је био добровољац из Војводине у Шпанском грађанском рату.

## Биографија
Био симпатизер Комунистичке партије Југославије (КПЈ) и активан сарадник у културно-просветном покрету Уједињене омладине Војводине. У Шпанију дошао из Југославије 25. јула 1937, и ступио у 3. батаљон 129. Интернационалне бригаде. Борио се и у батаљонима Димитров и Ђуро Ђаковић, а затим је био шеф опсервативне службе у бригади. Два пута тешко рањен на Арагонском фронту — септембра 1937. и 14. јула 1938. У КПЈ примљен 1937. године. Након евакуације Шпанске републиканске армије у Француску 1939. био интерниран у логор Сан Сиприен, па Гирс. Одатле одлази у Совјетски савез по наређењу КПЈ. Током Другог светског рата ангажован у редакцији радио станице Слободна Југославија у Москви. Након завршетка рата вратио се у земљу и радио у Јавном тужилаштву ФНРЈ, па у Министарству иностраних послова.
Његова ћерка Марта Ђурђева била је унука председника Чехословачке Клемента Готвалда. Његова супруга се након развода 1948. године вратила са ћерком у Чехословачку. Њен следећи дечко Бедржих Геминдер осуђен је на смрт у суђењу са Рудолфом Слањским против титоизма и сионизма 1952. године.
Умро у Београду 27. марта 2008.